# Vulkanisches Glas

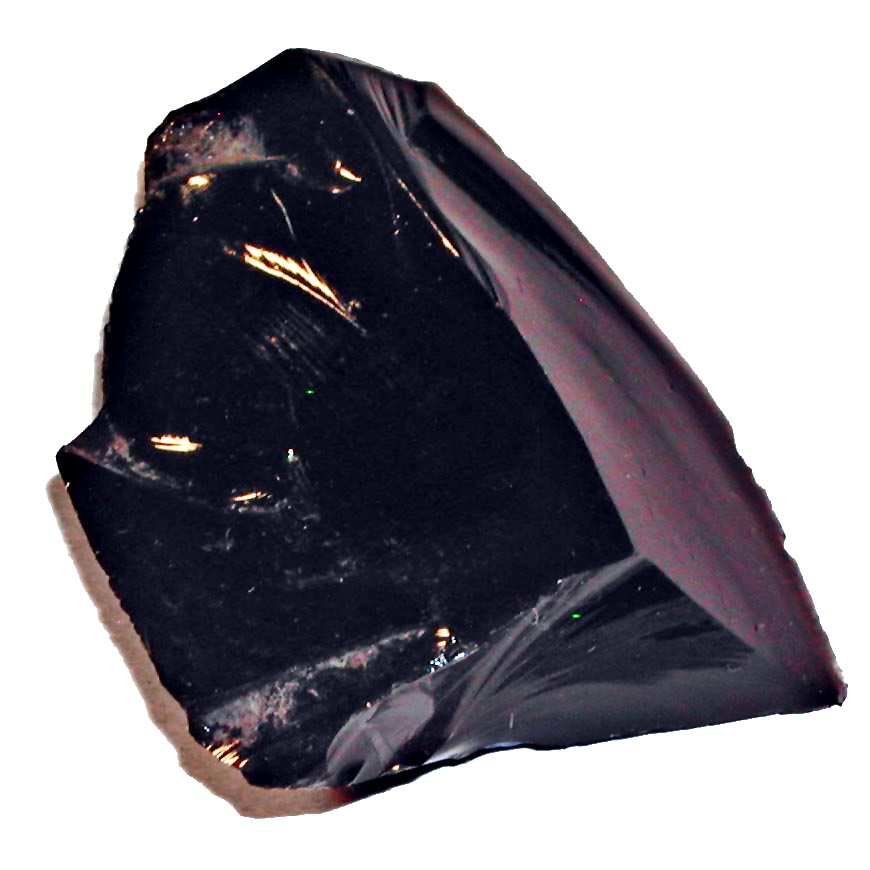
Obsidian

Als vulkanisches Glas oder Gesteinsglas wird ein vulkanisches Gestein (oder ein Teil eines Gesteins) bezeichnet, das nicht kristallin ist, sondern im amorphen Zustand als Glas vorliegt. Bei sehr schneller Abkühlung oder Abschreckung einer Lava oder eines Magmas werden diese fest ohne zu kristallisieren. Vulkanisches Glas ist keine Gesteinsart, sondern ein Gesteinsgefüge. Bekanntestes Beispiel für Gesteinsglas ist Obsidian.

## Entstehung
Ein Gestein kann vollständig (hyalin) oder nur teilweise (hypokristallin) aus Gesteinsglas bestehen (im Gegensatz zu einem glasfreien, holokristallinen Gestein). Es existieren alle Übergänge zwischen hyalinen und holokristallinen Gesteinen. In einem hyalinen Gestein treten nur vereinzelt Kleinstkristalle auf, welche unter Umständen ein Fließgefüge bilden können. Ein porphyrisches Gestein, in welchem einzelne größere Mineralkörner als Einsprenglinge in einer glasigen Grundmasse auftreten, wird Vitrophyr genannt.

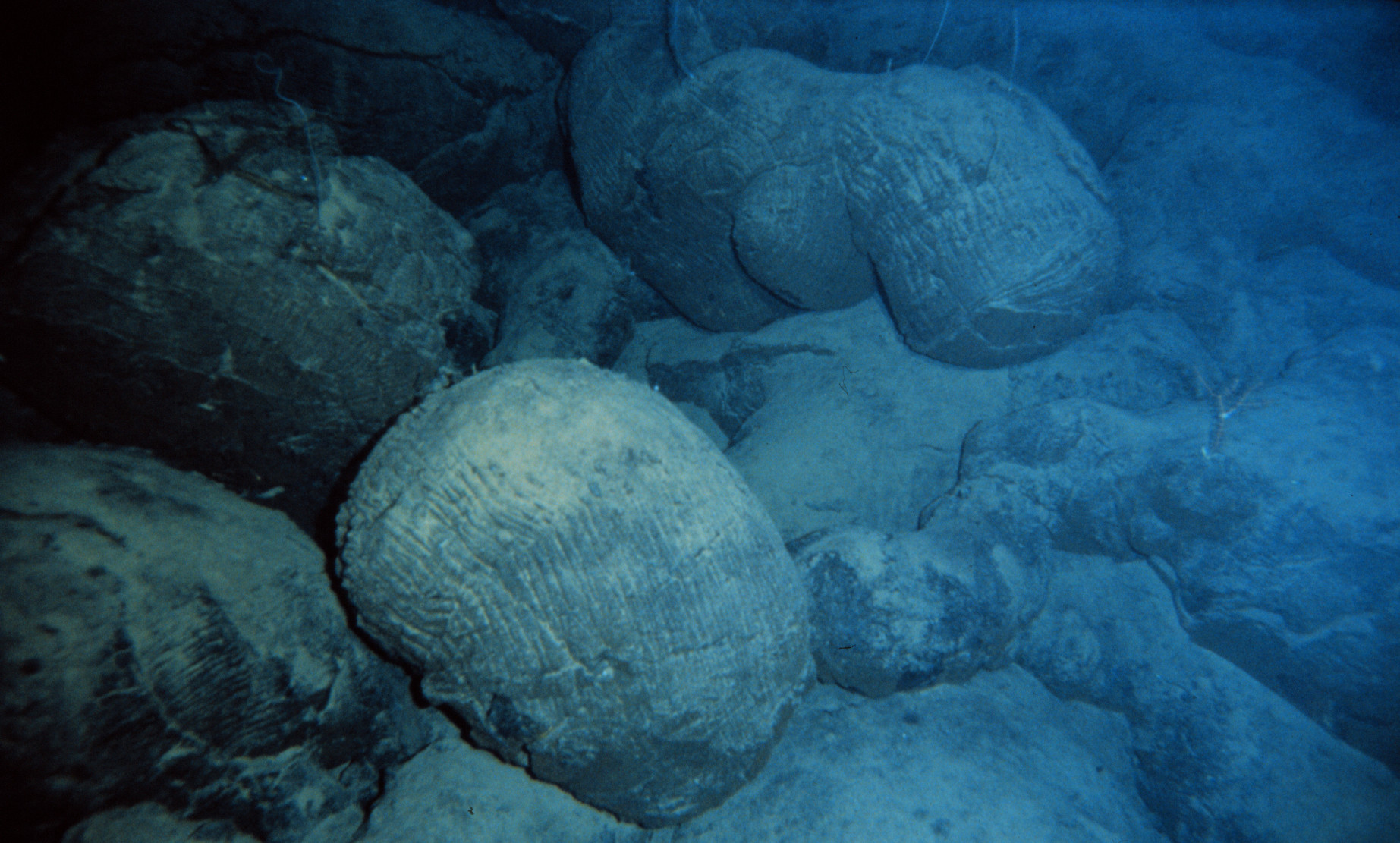
Kissenlava hat eine glasige Kruste

Die zur Bildung von Gesteinsglas nötige rasche Abkühlung wird in der Natur meist durch den Kontakt von Lava mit Wasser oder Gletschereis erreicht. Bei einem explosiven Vulkanausbruch werden kleinere Lavapartikel (Tephra) auf ihrem Transportweg durch die Luft abgeschreckt. Typisch ist das Auftreten vulkanischer Gläser am Kontakt zwischen heißem Magma und Wasser. Als Pillow- oder Kissenlava werden sie an den Mittelozeanischen Rücken und anderen submarinen Vulkanen gebildet. Auch an subglazialen Vulkanen (z. B. Tafelvulkanen) treten Gesteinsgläser auf. Im Kontaktbereich von oberflächennahen, kleinräumigen Intrusionskörpern (Dykes oder Lagergängen) zum kalten Nebengestein kann sich eine glasige Abschreckungszone entwickeln, während das Innere mehr oder weniger kristallisiert vorliegt.

## Struktur
Vulkanische Gläser entstehen aus Schmelzen verschiedener Zusammensetzung. Der Chemismus kieselsäurereicher und daher sehr viskoser (zähflüssiger) glasbildender Gesteinsschmelzen variiert von rhyolithisch über trachytisch und andesitisch bis phonolithisch. SiO2-arme Gesteinsgläser sind basaltischer Zusammensetzung. Ein Gesteinsglas ist im Prinzip eine unterkühlte Schmelze, die sich in einem metastabilen Zustand befindet. Die Moleküle befinden sich im Glas weiterhin in einem ungeordneten amorphen Zustand, so wie in der ursprünglichen Schmelze und nicht in der geordneten Kristallstruktur eines Festkörpers. Aufgrund seiner Metastabilität wandelt sich über geologische Zeiträume das Glas in eine thermodynamisch stabile Kristallstruktur um (Rekristallisation oder Entglasung). Die Kristallisation des Glases geht von Kristallisationskeimen (Kleinstkristalle oder Verunreinigungen) aus, um welche sich radiale Sphärolithe bilden.

## Beispiele

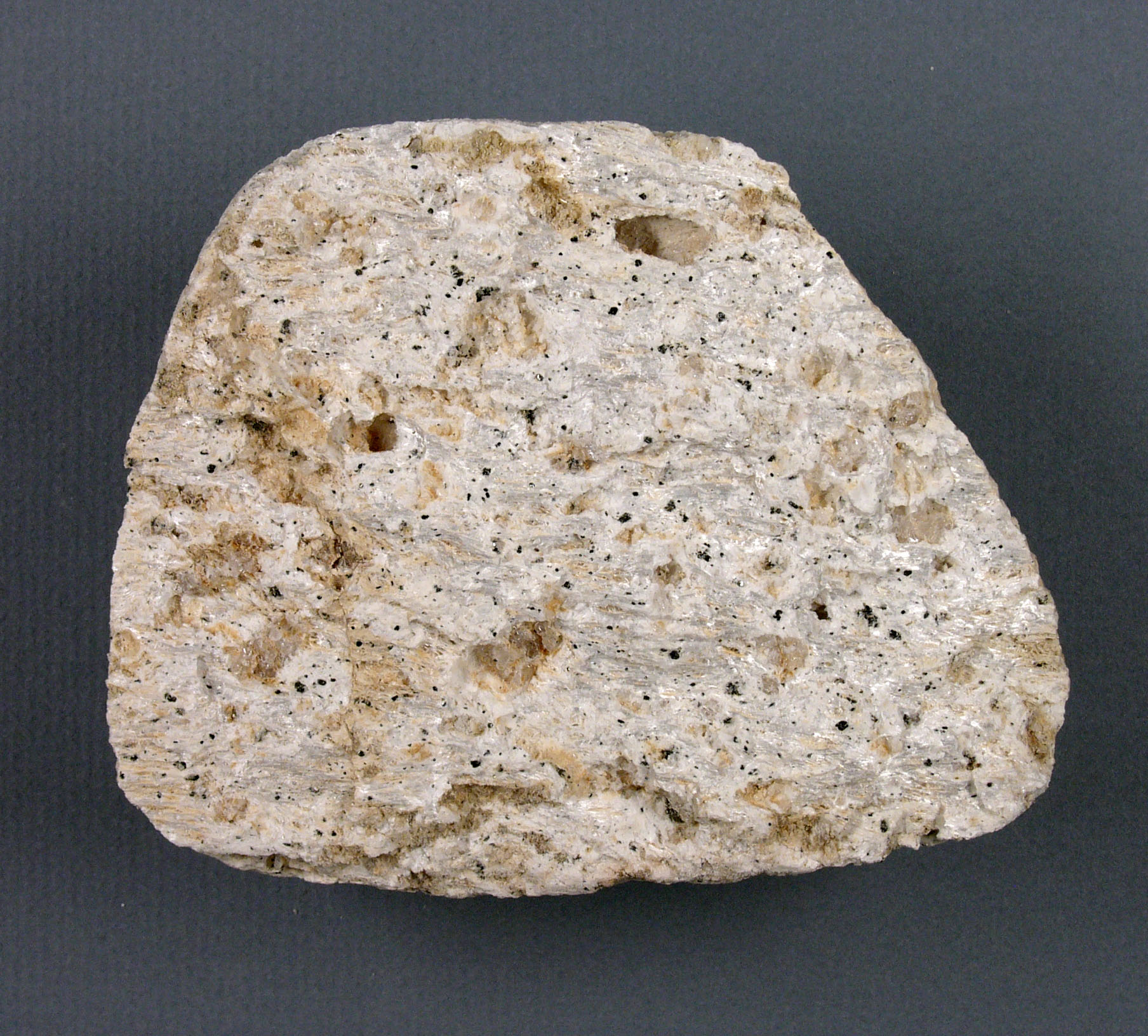
Glasiger Bimsstein mit einzelnen Glimmer- und Zeolithkristallen

- Obsidian ist ein bekanntes Beispiel für ein vulkanisches Glas, welches von steinzeitlichen Kulturen aufgrund seiner Brucheigenschaften bevorzugt zur Herstellung von Werkzeugen und Waffen benutzt wurde. Je nach Chemismus spricht man von rhyolithischem, phonolithischem, andesitischem usw. Obsidian.
- Pechstein ist ein Paläovulkanit, der teilweise entglast ist und bis zu 10 % H2O enthält. Pechstein geht aus geologisch altem Obsidian hervor.
- Perlit entsteht ebenfalls aus der Alteration von Obsidian und besteht aus bis zentimetergroßen, hydratisierten Glaskügelchen mit konzentrisch-schaliger Struktur.
- Tachylit ist ein basaltisches Gesteinsglas, welches u. a. als Abschreckungskrusten um Pillowlaven vorkommt.
- Hyaloklastit bezeichnet ein glashaltiges pyroklastisches Gestein, welches durch Fragmentation beim Kontakt zu Wasser oder Gletschereis gebildet wird.
- Bims ist ein sehr poröses oder schaumiges Glas, welches bei explosiven Vulkanausbrüchen aus gasreichem Magma entsteht.
- Limburgit ist der Name für ein porphyrisches Gestein basanitischer Zusammensetzung mit hohem Glasanteil in der Matrix.
- Reticulit ist ein extrem poröses und leichtes, basaltisches vulkanisches Glas.
- Pele-Haar (auch Nornenhaar oder Hexenhaar) ist durch starke Winde zu dünnen Fäden gezogenes vulkanisches Glas.
- Sideromelan ist ein transparentes, basaltisches Glas, das häufig in Hyaloklastiten auftritt und sich unter Wassereinfluss zu Palagonit zersetzt. Einige Autoren verwenden den Begriff synonym zu Tachylit/Tachylyt.